# Makoto Watanabe
Pour les articles homonymes, voir Watanabe.
Makoto Watanabe (渡辺 允, Watanabe Makoto), né le 9 mai 1936 à Tokyo et mort le 8 février 2022, est un diplomate japonais.

## Biographie
Il est né à Tokyo, fils de Akira Watanabe. Il fréquente le lycée d’Hibiya et est diplômé de l'université de Tokyo. Il rejoint le ministère des Affaires étrangères en 1959. Il est ambassadeur du Japon en Jordanie de 1988 à 1990. Il est grand chambellan du Japon de 1996 à 2007 et directeur général du ministère des Affaires étrangères du Japon de 1993 à 1995. Il est conseiller de l'agence impériale à partir de 2012.
Il est fermement opposé à la publication du livre Princess Masako: Prisoner of the Chrysanthemum Throne en 2007 et déclare que l'agence impériale ne peut pas l'accepter.